# Charles Grethen
Charles Grethen (Tuntange, 2 giugno 1992) è un mezzofondista lussemburghese, specializzato negli 800 e nei 1500 metri piani.

## Biografia
Grethen ha esordito nei circuiti internazionali nel 2009 prendendo parte al Festival olimpico della gioventù europea in Finlandia e alle Gymnasiadi in Qatar. Nel 2012 ha partecipato al primo evento seniores gareggiando negli 800 metri piani agli Europei di Helsinki, manifestazione in cui si è presentato costantemente nelle edizioni. Nel 2016 ha raggiunto lo standard di partecipazione ai Giochi olimpici di Rio de Janeiro 2016.
Durante gli anni di studio all'Università del Lussemburgo, in cui ha preso parte alle Universiadi, per alcune stagioni Grethen è stato attivo nei circuiti NCAA con la Texas State University e con l'Università della Georgia.

## Palmarès
| Anno | Manifestazione               | Sede           | Evento       | Risultato  | Prestazione | Note |
| ---- | ---------------------------- | -------------- | ------------ | ---------- | ----------- | ---- |
| 2010 | Mondiali U20                 | Moncton        | 800 m piani  | Semifinale | 1'52"09     |      |
| 2012 | Europei                      | Helsinki       | 800 m piani  | Batteria   | 1'53"22     |      |
| 2013 | Europei U23                  | Tampere        | 800 m piani  | Batteria   | 1'50"01     |      |
| 2014 | Europei                      | Zurigo         | 800 m piani  | Batteria   | 1'50"36     |      |
| 2015 | Universiadi                  | Gwangju        | 800 m piani  | Semifinale | 1'49"31     |      |
| 2016 | Europei                      | Amsterdam      | 800 m piani  | Semifinale | 1'49"40     |      |
| 2016 | Giochi olimpici              | Rio de Janeiro | 800 m piani  | Batteria   | 1'48"93     |      |
| 2017 | Giochi piccoli stati europei | Serravalle     | 800 m piani  | Argento    | 1'50"70     |      |
| 2017 | Universiadi                  | Taipei         | 1500 m piani | 5º         | 3'44"59     |      |
| 2018 | Europei                      | Berlino        | 1500 m piani | Batteria   | 3'49"97     |      |
| 2019 | Europei indoor               | Glasgow        | 1500 m piani | Batteria   | 3'50"42     |      |
| 2019 | Giochi piccoli stati europei | Antivari       | 1500 m piani | Oro        | 3'48"91     |      |
| 2021 | Europei indoor               | Toruń          | 1500 m piani | Batteria   | 3'41"07     |      |
| 2021 | Giochi olimpici              | Tokyo          | 1500 m piani | 12º        | 3'36"80     |      |
| 2022 | Mondiali indoor              | Belgrado       | 1500 m piani | Batteria   | 3'44"87     |      |
| 2022 | Mondiali                     | Eugene         | 1500 m piani | Semifinale | 3'40"41     |      |
| 2022 | Europei                      | Monaco         | 1500 m piani | Batteria   | 3'40"33     |      |
| 2023 | Europei indoor               | Istanbul       | 3000 m piani | 5º         | 7'46"65     |      |
| 2023 | Giochi piccoli stati europei | Marsa          | 1500 m piani | Argento    | 3'42"37     |      |
| 2023 | Mondiali                     | Budapest       | 1500 m piani | Semifinale | 3'36"18     |      |
| 2025 | Mondiali indoor              | Nanchino       | 1500 m piani | Batteria   | 3'38"10     |      |

## Campionati nazionali
2010
- Oro ai campionati lussemburghesi indoor, 800 m piani - 1'51"66

2016
- Oro ai campionati lussemburghesi, 1500 m piani - 3'53"16

2021
- Oro ai campionati lussemburghesi, 1500 m piani - 3'38"55

2022
- Oro ai campionati lussemburghesi indoor, 800 m piani - 1'51"44

2023
- Oro ai campionati lussemburghesi indoor, 800 m piani - 1'49"93

2024
- Oro ai campionati lussemburghesi indoor, 3000 m piani - 8'09"97

## Altre competizioni internazionali
2021
- 8º al Memorial Van Damme ( Bruxelles), 1500 m piani - 3'34"59

2022
- 5º ai Bislett Games ( Oslo), miglio - 3'53"20
- 7º al British Grand Prix ( Birmingham), 1500 m piani - 3'37"00

2023
- 14º ai Bislett Games ( Oslo), 1500 m piani - 3'36"27